# Кіндзюліс
Кіндзюліс (лит. Kindziulis) — популярний за часів СРСР герой литовських анекдотів. 
Анекдот з Кіндзюлісом складається з вислову, чи невеликого діалогу, після якого з'являється Кіндзюліс і вставляє якийсь насмішливий коментар. Як правило, поява Кіндзюліса описується словами «Тут підійшов Кіндзюліс і сказав…» (лит. «Čia priėjo Kindziulis ir tarė…»).
Приклад:
|  | — У кабінет нашого начальника можна ввійти, коли захочеш. І навіть не стукаючи. — Не може бути. Тут підійшов Кіндзюліс і сказав: — Правда: тепер там ремонт. |